# Leyner
Leyner es un lugar designado por el censo ubicado en el condado de Boulder en el estado estadounidense de Colorado. En el Censo de 2010 tenía una población de 29 habitantes y una densidad poblacional de 61,86 personas por km².

## Geografía
Leyner se encuentra ubicado en las coordenadas 40°3′8″N 105°6′30″O / 40.05222, -105.10833. Según la Oficina del Censo de los Estados Unidos, Leyner tiene una superficie total de 0.47 km², de la cual 0.37 km² corresponden a tierra firme y (21.55%) 0.1 km² es agua.

## Demografía
Según el censo de 2010, había 29 personas residiendo en Leyner. La densidad de población era de 61,86 hab./km². De los 29 habitantes, Leyner estaba compuesto por el 93.1% blancos, el 0% eran afroamericanos, el 0% eran amerindios, el 6.9% eran asiáticos, el 0% eran isleños del Pacífico, el 0% eran de otras razas y el 0% pertenecían a dos o más razas. Del total de la población el 0% eran hispanos o latinos de cualquier raza.